# Natriumsulfid
Natriumsulfid, Na2S (nicht zu verwechseln mit Natriumsulfit Na2SO3) ist ein Salz des Schwefelwasserstoffs H2S, einer sehr schwachen Säure.

## Gewinnung und Darstellung
Schwefelhaltige Substanzen (z. B. Natriumsulfat) werden durch Glühen mit Holzkohlepulver und Soda zu Natriumsulfid reduziert. 
Es entsteht auch beim Einleiten von Schwefelwasserstoff in Natronlauge. Im Exsikkator über Schwefelsäure oder Phosphorsäure kann der Wassergehalt auf 4 Prozent gesenkt werden. Der restliche Wasseranteil kann nur durch Erhitzen auf 700 °C in Wasserstoff entfernt werden.
Im Labor kann das wasserfreie Salz durch Reduktion von Schwefel mit Natrium in wasserfreiem Ammoniak hergestellt werden.
{\displaystyle \mathrm {2\ Na+S\rightarrow Na_{2}S} }

## Eigenschaften

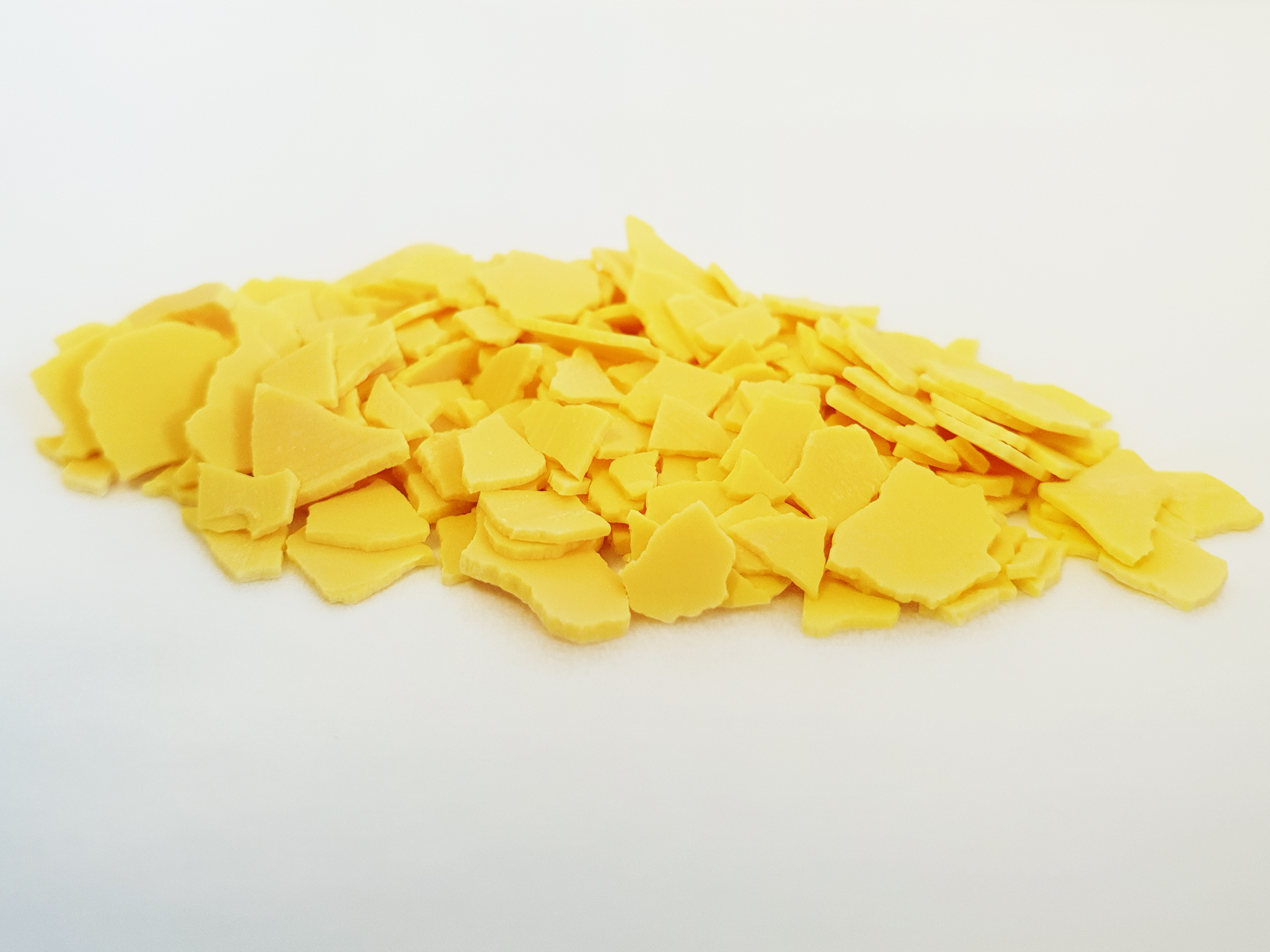
Natriumsulfidkristalle, technische Reinheit.

Natriumsulfid ist im reinen Zustand ein farbloser kristalliner Feststoff, der nach faulen Eiern riecht und als Nonahydrat Na2S · 9 H2O vorliegt. Die wasserfreie Variante ist geruchlos. Bei Berührung mit Säure (auch Kohlenstoffdioxid CO2, in der Atemluft) wird der giftige und brennbare Schwefelwasserstoff (Geruch!) freigesetzt. Fein verteiltes, kristallwasserfreies Natriumsulfid kann sich an der Luft selbst entzünden. Es reagiert heftig mit Oxidationsmitteln wie Kaliumpermanganat oder Kaliumdichromat. Es ist gut in Wasser löslich, die Lösung reagiert stark alkalisch und ist sehr ätzend. Die Hydrate des Natriumsulfids sind nicht brennbar, verlieren aber beim Erhitzen das gebundene Wasser. Bei längerer Lagerung färbt sich die Substanz durch langsame Oxidation unter Bildung von Polysulfiden  gelblich. Natriumsulfid kristallisiert in einer Antifluorit-Struktur (kubische Symmetrie, Raumgruppe Fm3m (Raumgruppen-Nr. 225)), mit dem Gitterparameter a = 6,526 Å. Bei 7 GPa geht es in eine Hochdruckform mit anti-PbCl2-Struktur (Raumgruppe Pnma (Nr. 62)), bei 16 GPa in eine Form mit Ni2In-Struktur (Raumgruppe P63/mmc (Nr. 194)) über.

## Verwendung
Natriumsulfid wird u. a. in der Gerberei als Enthaarungsmittel, im Bergbau zur Erzflotation, in der organischen Chemie als Reduktionsmittel, in der Abwasserbehandlung zur Schwermetallfällung sowie zur Herstellung von Schwefelfarbstoffen verwendet. Weiterhin dient es zum Färben von Glas, zur Entfernung von NOx (Stickoxiden) aus Abgasen und zum Holzaufschluss. In der Schwarz/Weiß-Fotografie und Lithographie wird es in der Dunkelkammer zur Schwefeltonung (Sepia-Tonung) eingesetzt.